# Germar Rudolf
Pour les articles homonymes, voir Rudolf.
Germar Rudolf, né le 29 octobre 1964 à Limburg an der Lahn, aussi connu comme Germar Scheerer, est un auteur et éditeur  négationniste allemand, diplômé en chimie.

## Biographie
Il a publié de nombreux auteurs négationnistes tels que Carlo Mattogno ou Jürgen Graf. Il est également le webmestre du site de l'éditeur flamand Vrij Historisch Onderzoek.
Ses premières publications ont notamment cherché à soutenir la thèse du rapport Leuchter selon lequel l'Holocauste n'aurait pu avoir lieu pour des raisons techniques.
Condamné à de la prison par la justice allemande en 1995, il y a échappé en s'exilant en Espagne, au Royaume-Uni, puis aux États-Unis. Expulsé des États-Unis vers l'Allemagne en 2005, il y est resté emprisonné jusqu'en 2009. Il est retourné aux États-Unis après sa libération.
En 2014 il est banni d'un parc de la ville où il réside aux États-Unis pour exhibition. Il est arrêté en 2019 pour le même motif dans le même parc et condamné en 2020, condamnation confirmée en 2021.